# Anda Čakša

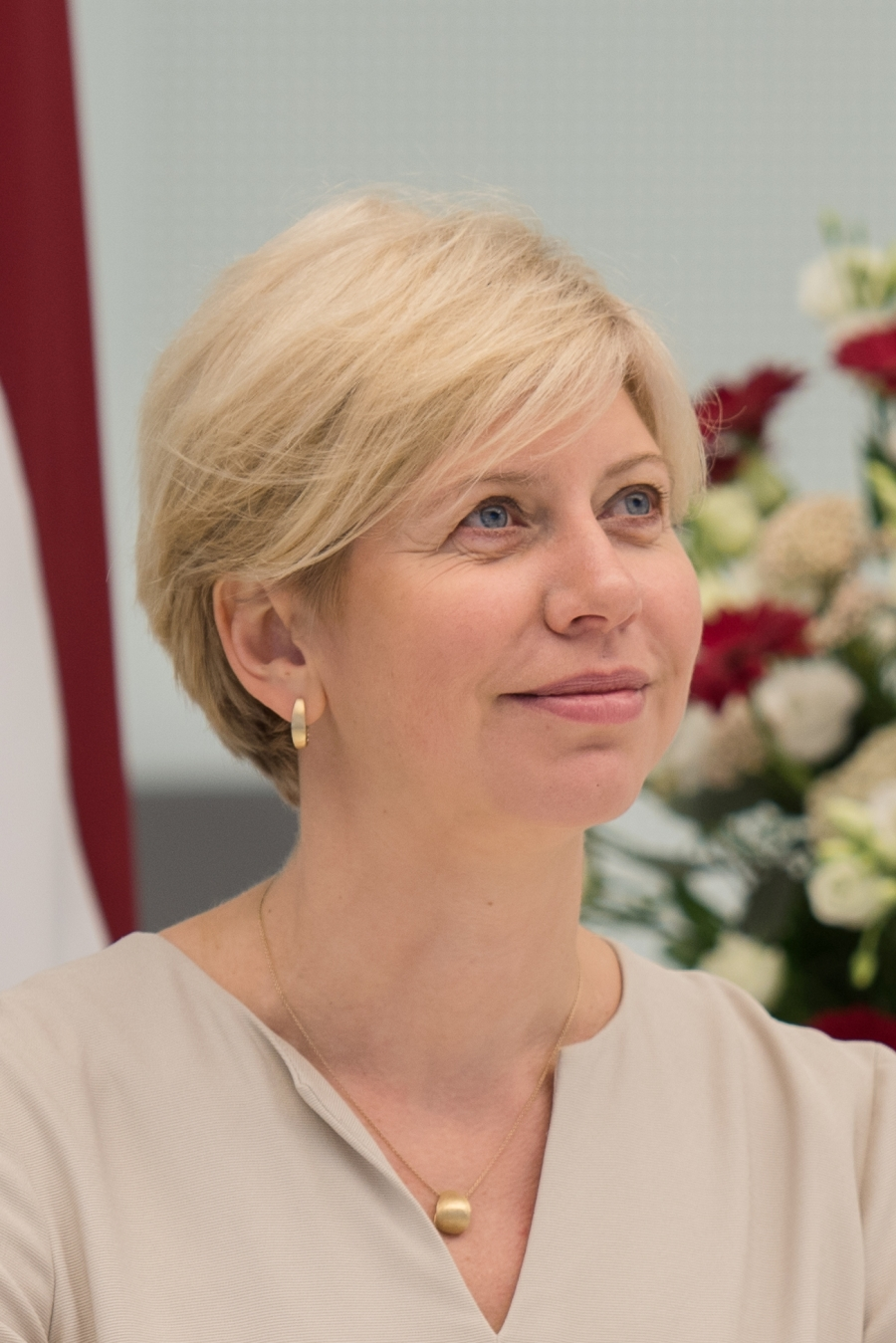
Anda Čakša (2020)

Anda Čakša (* 11. Juli 1974 in Sigulda, Lettische Sozialistische Sowjetrepublik) ist eine lettische Kinderärztin und Politikerin der Latvijas Zaļā partija (LZP) und derzeit der Vienotība (V), die unter anderem im Kabinett Kučinskis von 2016 bis 2019 Gesundheitsministerin sowie zwischen 2022 und 2025 in den Kabinetten Kariņš II und Siliņa Ministerin für Bildung und Wissenschaft war.

## Leben
Anda Čakša absolvierte ein Studium an der Medizinischen Akademie Lettlands LMA (Latvijas Medicīnas akadēmiju) und schloss dort 1999 ihre Promotion zum Doktor der Medizin ab. Sie arbeitete als Kinderärztinan der Bērnu Klīniskā Universitātes Slimnīca, dem einzigen spezialisierten Kinderkrankenhaus in Riga. Daneben absolvierte sie ein Studium der Betriebswirtschaftslehre an der Riga International School of Economics and Business Administration (RISEBA), welches sie 2007 mit einem Master of Business Administration (MBA) beendete.

### Politik
Als Nachfolgerin von Guntis Belēvičs übernahm sie am 16. Juni 2016 im Kabinett von Ministerpräsident Māris Kučinskis den Posten der Gesundheitsministerin (Veselības ministre) und bekleidete dieses Amt bis zum 23. Januar 2019. Bei der Parlamentswahl am 6. Oktober 2018 wurde sie für die Grüne Partei LZP (Latvijas Zaļā partija) innerhalb des Bündnisses der Grünen und Bauern ZZS (Zaļo un Zemnieku savienība) zum Mitglied des Saeima, des lettischen Parlaments, gewählt. Während ihrer Parlamentszugehörigkeit war sie vom 21. November 2018 bis zum 1. November 2022 Co-Vorsitzende des Ausschusses für Soziales und Arbeit sowie zwischen dem 20. November 2018 und dem 1. November 2022 auch stellvertretendes Mitglied des Ausschusses für nachhaltige Entwicklung. Sie war des Weiteren zwischen dem 11. Dezember 2018 und dem 1. November 2022 stellvertretendes Mitglied der Unterausschüsse für öffentliche Gesundheit sowie für Hochschulbildung, Wissenschaft und Innovation und außerdem vom 30. Januar 2019 bis zum 1. November 2022 Mitglied des eGovernment-Unterausschusses. Nachdem sie am 28. August 2019 aus LZP und ZZS ausgetreten war, gehörte sie der Saeima als fraktionslose Abgeordnete an.
Bei der Parlamentswahl am 1. Oktober 2022 wurde Anda Čakša für das Wahlbündnis Neue Einheit JV (Jaunā Vienotība), deren Mehrheitspartei  Vienotība sie mittlerweile beigetreten war, wieder zum Mitglied der Saeima gewählt. In der 14. Legislaturperiode war sie zunächst zwischen dem 23. November 2022 und dem 14. Dezember 2022 Vorsitzende des Haushalts-, Finanz- und Steuerausschusses sowie Mitglied des Antragsausschusses. Am 14. Dezember 2022 wurde sie als Ministerin für Bildung und Wissenschaft (Izglītības un zinātnes ministre) in das zweite Kabinett von Ministerpräsident Krišjānis Kariņš berufen und bekleidete dieses Ministeramt vom 15. September 2023 bis zum bis zu ihrer Ablösung durch Arvils Ašeradens 25. Februar 2025 auch im Kabinett von Ministerpräsidentin Evika Siliņa. Während ihrer Ministertätigkeit ruhte ihr Abgeordnetenmandat vom 14. Dezember 2022 bis zum 27. Februar 2025. Nach ihrem Ausscheiden aus der Regierung nahm sie am 27. Februar 2025 ihre Tätigkeit als Mitglied der Saeima wieder auf und ist seither wieder Vorsitzende des Haushalts-, Finanz- und Steuerausschusses sowie Mitglied des Antragsausschusses.